# Goineau & Bousquet
La compagnie Goineau & Bousquet, fondée en 1934, était une entreprise québécoise spécialisée dans la distribution et la vente de produits de rénovation et de quincaillerie. Elle opérait au Québec.

## Description
L'entreprise distribuait et vendait des produits de rénovation et de quincaillerie tant aux clients commerciaux qu'aux privés. Surfant sur la vague de construction et de rénovation domiciliaire des années 1980 au Québec, son succès peut s'expliquer par le fait qu'elle avait des magasins dans le style entrepôt pour les grands marchés, et ce, avant même l'arrivée des géants tel que: Rona, Réno dépôt et Home Hardware.
Desservant surtout Laval et la rive nord de Montréal, l'entreprise employait environ 600 personnes.
Rosario Goineau et Arthur Bousquet étaient les fondateurs de l'entreprise. Rosario Goineau en fut le président et chef de la direction jusqu'à son décès en 1954. Son fils, Luc Goineau lui a succédé dans les années 60. Luc Goineau est décédé en 1994. La fille de Luc Goineau, Sophie Goineau alors âgé de 27 ans et récente diplômé du baccalauréat en administration des affaires des HEC, pris la direction de l'entreprise. En 1996, l'entreprise dû déclaré faillite, après plus de 60 ans de succès.

## Cas d'étude
Aujourd'hui, l'exemple de la faillite de l'entreprise Goineau & Bousquet est étudié dans les universités du Québec, comme un exemple de mauvaise planification de la relève et de continuité des affaires.